# Exogone brevipes
Exogone brevipes är en ringmaskart som först beskrevs av Jean Louis René Antoine Édouard Claparède 1864.  Exogone brevipes ingår i släktet Exogone och familjen Syllidae. Arten har ej påträffats i Sverige. Inga underarter finns listade i Catalogue of Life.